# Antoni Mesquida Tomàs

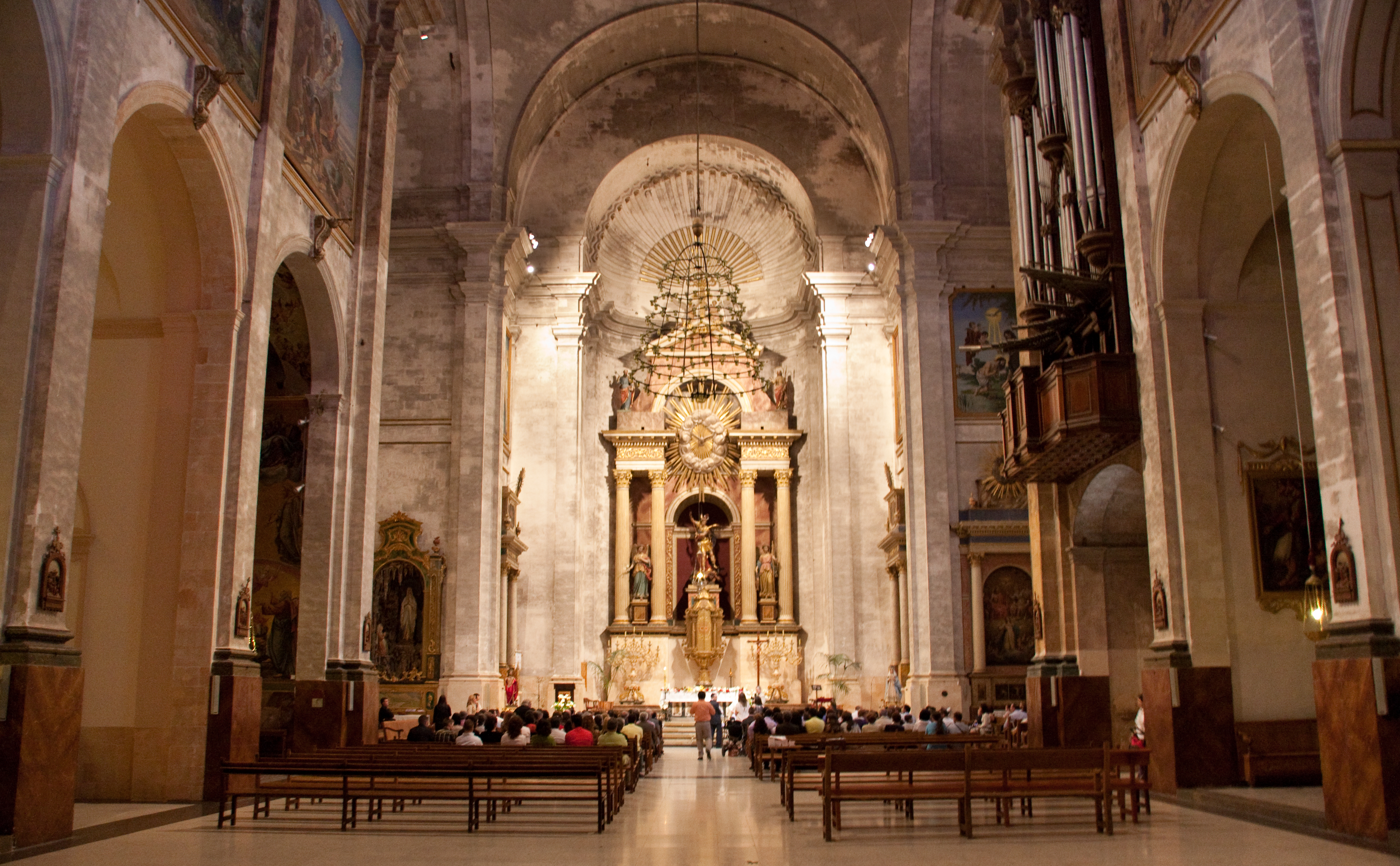
Interior de l'església parroquial de Sant Miquel de Llucmajor

Antoni Mesquida Tomàs (Palma, Mallorca, 1732 - 1812) fou un mestre d'obres mallorquí. Era membre d'una família de mestres d'obres que dissenyaren i edificaren importants esglésies de Mallorca. El seu avi fou Lluc Mesquida Florit (1661-1729), i el seu pare, Lluc Mesquida Rosselló (1695-1762).
Va aixecar el plànol de l'església de la Cartoixa de Valldemossa, i en degué dirigir gran part de les obres, que s'acabaren el 1812, any de la seva mort. S'inspirà en el campanar de l'església parroquial de Santa Maria, que unes dècades abans havia aixecat el seu cunyat Miquel Garcies de Llucmajor. El campanar de la Cartoixa està enrajolat de verd i el de Santa Maria de blau, i té a cada angle de la balconada una hídria, com les tenia el de Santa Maria abans del terratrèmol de 15 de maig de 1851.
De les construccions dissenyades per Antoni Mesquida destaquen l'església parroquial de Santanyí (1786-1812) i l'església parroquial de Sant Miquel de Llucmajor (1770), la més gran de l'illa després de la Seu de Palma, de la qual feu els plànols inicials que foren modificats posteriorment per l'arquitecte Isidro González Velázquez. Hom també li atribueix l'Hospital de Sant Pere i Sant Bernat de Palma.
A Sóller continuà les obres de son pare, essent cridat a treballar-hi l'any 1756. Va dur a terme la retolació oficial de les illetes i cases de Ciutat.